# Азово-Моздокская укреплённая линия
Азово-Моздокская (Кавказская) укреплённая линия — система укреплений и казачьих станиц, созданных в предгорьях Северного Кавказа между Азовом и Моздоком в 1777—1829 годах после русско-турецкой войны 1768—1774 годов по предложению князя Потёмкина для укрепления влияния Российской империи в этом регионе. Часть Кавказской линии

## История
Начало создания Кавказской укреплённой линии по течению Терека относится к 60-м годам XVIII века. В 1763 году на землях, принадлежавших кабардинским князьям, была основана крепость Моздок. Созданный в Моздоке трёхтысячный отряд генерал-майора Ивана де Медема был вынужден совершать регулярные походы в Притеречье, Прикумье и Верхнее Прикубанье. Назрела необходимость строительства в этих областях линии крепостей.
По условиям Кючюк-Кайнарджийского мира, подписанного по итогам русско-турецкой войны 1768—1774 годов, Россия получала право восстановить демонтированные укрепления Азова, новая российско-османская граница стала проходить от Моздока на северо-запад к Азову, а в результате в относительно короткий срок — в 1776—1780-х годах предкавказские степи пересекла Азово-Моздокская укреплённая линия, включившая в себя как старые, так и более 30 новых укреплений.
Вот что пишет об этом Потёмкин:

…дал повеление Астраханскому господину Губернатору генерал-майору и Кавалеру Якоби самолично осмотреть положение границы нашей, простирающейся от Моздока до Азова и получа от него верное описание осмеливаюсь… повергнуть общее ниже мнение о учреждении линии на помянутом расстоянии. Сия Линия имеет простираться от Моздока к Азовской губернии в следующих местах, где построя новые укрепленныя селении, коим примерной план у сего представляется, а именно: 1-е — на Куре, 2-е — на Куре же, 3-е — на Цалуге (Золке), 4-е — на Куме, где и командир вышеописанных укреплений квартиру свою иметь должен; 5-е — на Томузлове, 6-е — на Бейбале, 7-е — на Калаусе, 8-е — на Ташле, 9-е — на Егорлыке, 10-е — в Главном укреплении от Чёрного леса к Дону, где квартира второй части командиру быть должна, так как все оные на подносимой при сем карте показаны…

Если оная Линия удостоится высочайшей Вашего Императорского Величества апробации, то осмеливаюсь на нижеследующем просить высочайшего указа".
"…Как Бештамак, к удержанию Малой Кабарды жителей, есть наиудобнейшее место, за которым и леса останутся внутри Линии, по рекам Тереку и Малке, то и следует на сем месте быть флангой крепости. Может тогда будет городом торговым и одна из крепостей полагаемая на Куре уничтожится…
Назначенные в ней линейные укрепления наименовать, как благоугодно будет и чтобы все оные окончены были строением будущим летом, для чего хотя третью часть войск, отряжённых на закрытие их, употребить в работу оных с заплатою каждому по пяти копеек в сутки и на то ассигновать сумму…
Для всех линейных укреплений потребное число орудий повелеть отпустить из состоящих в артиллерии во излишестве или из бывших при лёгких полевых командах, а шанировые инструменты взять из Астраханской инженерной команды, которых там весьма достаточно, по окончании же работ возвратятся оные обратно…

Если Вашему Императорскому Величеству всё вышеописанное благоугодно будет, то построение сей Линии, заселение войск и командование оными, не соизволите ли Ваше Императорское Величество указать под управлением моим возложить на попечение помянутого Губернатора, как испытанного уже в пограничных делах начальника, которой по предписаниям от Коллегии Иностранных дел отправляя тамошние пограничные секретные дела с лучшею удобностию может управлять и оною линиею, нежели другой военной начальник…— Из Доклада князя Г. А. Потёмкина к императрице Екатерине II
24 апреля 1777 г. императрица Екатерина II подписала Указ о создании новой Линии. Её возведение было поручено Астраханскому губернатору И. В. Якоби. Непосредственным командиром линии являлся полковник Н. Н. Ладыженский. Надзор за строительством на Линии осуществлял подполковник И. И. Герман.
19 (8) мая 1777 года императрица Екатерина II подписала разрешение о выделении средств на строительство Азово-Моздокской оборонительной линии. С созданием Азово-Моздокской линии окончательно утратила своё значение и была ликвидирована Царицынская линия.
Строительство было начато со стороны Моздока закладкой 11 сентября 1777 г. Екатерининской крепости. Московскую и Донскую крепости начали сооружать спустя три года. Возможной причиной приостановки строительства является то, что в 1778 году командующий кубанским корпусом А. В. Суворов вёл сооружение Кубанской линии. Однако весной 1779 г. по договорённости с Турцией укрепления по Кубани были срыты, в то же время было решено завершить строительство Азово-Моздокской линии.
В первые годы население крепостей было в основном военным: Волгские казаки населили Екатерининскую, Павловскую, Мариинскую, Георгиевскую, Андреевскую крепости, казаки Хоперского казачьего полка — станицы Ставропольскую, Московскую, Донскую и Северную. 22 декабря 1782 г. Екатерина II подписала рескрипт, дававший право князю Потёмкину раздавать земли на Азово-Моздокской линии, что способствовало привлечению в регион мирного населения, чиновников и дворян.
В 1785 г. с учреждением Кавказского наместничества Георгиевская, Александровская и Ставропольская крепости получили статус городов и были объявлены центрами уездов.
Точные данные о количестве присутствовавших на Линии войск неизвестны.
Линия была подчинена собственному начальнику. Начальник каждой части был непосредственно подчинён командующими войсками на Кавказской линии.
В 20-х годах XIX века крепости Азово-Моздокской линии утратили своё военное значение, превратившись в опорные пункты на тракте, ведущем к Северному Кавказу и Закавказью. По приказу А. П. Ермолова многие казачьи станицы начали переводиться от степных крепостей ближе к горам. К 1829 году были переселены станицы от крепостей Павловской и Марьинской, и Азово-Моздокская линия окончательно стала тыловой. Окончательно Линия была ликвидирована в 1864 году.

## Значение Азово-Моздокской укреплённой линии
Непосредственными военными задачами линии были:
1. обеспечение сообщения с Закавказьем, размещение передовых и резервных воинских частей на юге империи;
2. охрана южных губерний от набегов горцев;
3. содержание в повиновении покорённого края.

На рубеже  XVIII—XIX веков линия обеспечивала связь с Грузией и была плацдармом для российских войск, действовавших в Закавказье. С созданием Азово-Моздокской линии возникла первая на Кавказе оборудованная государственная граница, которая постепенно переносилась к югу, что требовало строительства дополнительных линий, смежных с Азово-Моздокской.

## Списоккрепостей

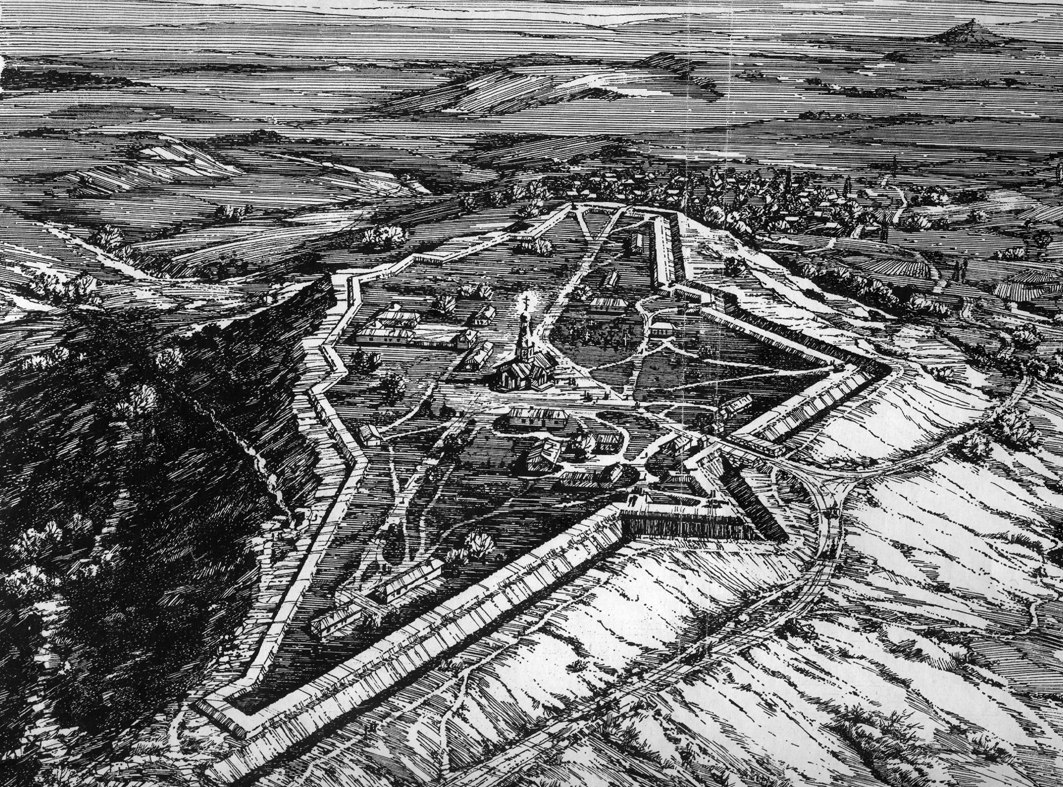
Ставропольская крепость с высоты птичьего полёта

1. Крепость св. Екатерины в устье реки Малки.
2. Крепость св. Павла на реке Куре (на правом берегу Куры у г. Новопавловска существовала до 1827 г.)
3. Крепость св. Марии на реке Золке (существовала до 1827 г.)
4. Крепость св. Георгия
5. Крепость св. Александра на Томузловке.
6. Крепость Северная
7. Сергеевская на Калаусе.
8. Крепость Ставрополь на Ташле.
9. Крепость Московская
10. Крепость Донская на Егорлыке.

При крепостях располагались укреплённые казачьи станицы (не менее тысячи жителей каждая), через 25-30 вёрст находились форты, пикеты и редуты. Казачьи разъезды несли регулярную пограничную службу. В 1777 году решением правительства сюда было переселено Волжское казачье войско. В крепостях Северной, Московской и Донской поселили хопёрских казаков.
Вот как Потёмкин описывает назначение крепостей:

…крепость на Подкумке на важнейшем месте по всей линии, будет прикрывать Куму, удерживать абазинцев, которые недалеко оттуда имеют всегдашние и многолюдные свои жилья, равным образом имеет обсервационный пост над живущими по вершинам рек Кумы, Кубани, Малки и Баксана народами, содержа по малой и большой Куме форпосты. Кума есть лучшая река на всей ногайской степи. Она имеет от самого Подкумка почти до Мажар великие леса и заключает все выгоды, которые только желать можно. Калмыки обыкновенно зимой по ней кочуют…
Под № 5 крепость, положенная по вершинам Томузлова, прикрывает сию реку и составляет коммуникацию с Кумою и на вершины Карамыка. Речка Томузлов имеет хорошую и здоровую воду, и на вершинах оной имеются тёмные и множеством зверей наполненные леса. Черкесы большой Кабарды содержат по сей реке свои табуны, местоположение её есть весьма приятное и земля отменно способна к хлебопашеству. Под … 6 будет по вершинам Бибалинским, сия крепость прикрывает оною реку, которая по своим вершинам имеет также много лесу и лучшую воду на всей Ногайской степи…
Под № 8 крепость на вершине Егорлыка, называемой Ташла. Будучи первою крепостью к Чёрному лесу, прикрывает, общий с крепостью под … 7 проход между Калаускими вершинами и Чёрным лесом.
…Под № 10 крепость должна быть самою важною, потому что при ней, как три главныя вершины рек, так и три дороги к Кубани, Азову и Дону имеются. Около онаго места лес под Егорлыком кончится, и хотя вниз по оному всегда корм и вода хороши были, однако по недостатку леса, селению быть там трудно и по той причине назначиваются форпосты от оной крепости и до самого устья речки Егорлыка. По Егорлыку и Качаю могут калмыки весьма удобно содержать пикеты и караулы с кочевьями своими… Натура и положение мест позволяет сию Линию переменить около Моздока другим образом, то есть: учреждением крепости на устье Малки при Бештамаке, которая и будет составлять фланг новой линии и в таком случаю одна из положенных на Куре крепостей уничтожится. Бештамак есть наиудобнейшее место к удержанию Малой Кабарды…
Дорога коммуникационная из Моздока может быть прямо на Мажары и Цымлянскую станицу, а оттуда чрез казанскую станицу и Воронеж до Москвы и сею дорогою от Моздока до Москвы не будет более как 1400 вёрст. Следовательно убудет против нынешнего расстояния более 500 вёрст и Терек от Дону не более 400 вёрст. Другая же дорога может быть по крепостям до Черкаска и Азова.

Между всех сих крепостей самое дальное расстояние более 30 вёрст не буде. Между укреплением в редутах особых войск не назначено, потому что оные должны будут отряжаться из положенных в укреплениях гарнизонов.— Из Доклада князя Г. А. Потёмкина к императрице Екатерине II.
Строительство начали по второму варианту списка крепостей, утверждённому приказом Г. А. Потёмкина 20 мая 1777 года:
1. Святой Екатерины
2. Святого Апостола Павла
3. Святой Марии
4. Святого Георгия
5. Апостола Андрея
6. Святого Александра Невского
7. Ставрополь
8. Донская
9. Московская
10. Владимирская.

В первые годы строительства крепостей часть из них сменила свои названия и номера.

## Крепости Азово-Моздокской линии
Азово-Моздокская линия делилась на две дистанции. Левая или восточная дистанция включала крепости Св. Екатерины, Св. Павла, Св. Марии, Св. Георгия, Св. Александра Невского; правая или западная — крепости Северная, Ставропольская, Московская, Донская. Центр всей линии и первой дистанции был в крепости Св. Георгия, центр второй дистанции — в Ставрополе. Строительство началось с восточного фланга.

#### Крепость № 1 Святой Екатерины
Находилась у места слияния Малки и Терека рядом с Моздоком. В 1786 году на базе крепости возник город Екатериноград.

#### Крепость № 2 Святого Павла
Была заложена 18 сентября 1777 г. на правом берегу Куры. Фортификационные сооружения крепости были земляными. При строительстве укреплений на вал укладывали связки из веток тёрна, которые образовывали сплошную колючую преграду. Крепость прикрывала Солёный брод и главную дорогу из Кабарды вниз по Куме к солёным озёрам и в Астрахань. Частично сохранилась в окрестностях города Новопавловска.

#### Крепость № 3 Святой Марии
Крепость располагалась на реке Золке, была земляной и имела форму шестиугольника неправильной формы. К 20-м годам XIX века эта крепость утратила своё военно-стратегическое значение, и в 1829 г. для выравнивания кордонной линии станица Марьинская от крепости была переселена на левый берег Малки.

#### Крепость № 4 Святого Георгия
Располагалась на реке Подкумок. В 1778 г. сооружение крепости было закончено. В плане она представляла собой неправильный пятиугольник с несколькими выступами-бастионами. Известно, что в крепости были каменные фортификационные сооружения, но судя по одному из первых планов крепости, окружали её земляные валы, а не каменные стены. Южная часть периметра крепости была защищена естественными обрывами высокой подкумской террасы и частоколом. В строительстве крепости кроме казаков и местных солдат принимали участие и туркмены — жители местных степей.
Именно здесь располагалась штаб-квартира командующего линией.
Вооружение крепости в 1778 году состояло из 24 пушек, 10 мортир и 4 гаубиц. В 1810 году после большого пожара были произведены работы по усилению крепости: перестроен вал, увеличено количество орудий, выстроены новые погреба и цейхгаузы.
Георгиевская крепость контролировала долины Кумы, Подкумка, верховья рек Малки и Баксана. Район расположения трёх крепостей — Св. Георгия, Св. Павла и Св. Марии — стал одним из наиболее мощных укреплённых участков на границе с Кабардой. Павловская и Марьинская крепости защищали более важную и мощную в военном отношении Георгиевскую.
24 июля 1783 года в Георгиевске был подписан Георгиевский трактат, согласно которому Восточная Грузия переходила под покровительство Российской империи.
В 1785 г. Георгиевск стал центром Кавказской области и уезда. По указу Александра I от 15 ноября 1802 года «Об устройстве городов и присутственных мест в Астраханской и Казанской губерниях» Георгиевск стал центром Кавказской губернии и местом постоянного пребывания начальника Кавказской линии. На рубеже XVIII—XIX вв. в городе-крепости Георгиевске находились штабы Кабардинского (ранее Ренокуцкого), Тифлисского, Казанского, 16-го Егерского, драгунских Нижегородского, Таганрогского и Ростовского карабинерского полков, а также крепостная артиллерия, провиантское депо и инженерная команда.

#### Крепость № 5 Святого Александра (первоначально Святого Андрея)
Крепость располагалась на мысе в 110 саженях (235 метров) к западу от места слияния Большого (на севере) и Малого (на юге) Томузловов. В плане она представляла собой прямоугольник, вытянутый с запада на восток на 373 метра (175 сажен) при ширине 224 метра (105 сажен). В середине каждого фаса крепости имелись треугольные выступы-бастионы, на которых устанавливались пушки.
Крепость располагалась на месте центральной части современного села Александровское.

#### Крепость № 6 Северная (первоначально Святого Александра)
Крепости Северная и Ставропольская были заложены в 20-х числах октября 1777 года, завершена Северная в 1778 году. Располагалась на левом берегу притока Калауса реки Чечеры. Вместе со Ставропольской крепостью контролировала проход с юга на север по Калаусской долине, между Калаусскими вершинами и Чёрным лесом.
Крепость имела форму квадрата со стороной 169 сажен (341 метр). Со всех четырёх сторон она была обнесена стенами и рвом. На середине южной, восточной и западной сторон крепости располагались бастионы в виде трёхгранных выступов, каждый из них имел по три эстакады для пушек. Эстакады также были сооружены во всех углах квадрата и в углах, образуемых изгибами извилистой северной стены.

#### Крепость № 7 Ставропольская (первоначально № 8, Московская)
Построена в 1777—1780 годах. Переименование Московской крепости в Ставропольскую произведено 22 ноября 1777 года по указанию И. В. Якоби из-за смены нумерации.
По преданию, местоположение крепости было изменено в 1778 году, когда А. В. Суворов, инспектировавший строительство Линии, признал первоначальное место неудачным и указал новое. В результате Ставропольская крепость была построена на небольшом восточном отроге Ставропольских высот (в настоящее время это Крепостная гора в Ставрополе) между реками Ташлой (Члой) и Желобовкой. Крепостная гора являлась господствующей над окружающей местностью. Крепость была выстроена в виде вытянутого многоугольника с бастионами по углам. Длина продольной оси укрепления достигала 700 метров, длина наибольшей поперечной оси равнялась 320 метрам. Общая площадь составляла 10 га. С южной и юго-восточной стороны крепость ограждали вал и ров, со стороны же Ташлы её прикрывал только земляной вал.
Вскоре Ставропольская крепость стала наиболее важной на всей Линии, под её защитой находился главный почтовый тракт из центра страны на Кавказ.
В 1809—1811 годах потребовалась модернизация земляных укреплений крепости. В результате появились дополнительные более мощные сооружения — каменные оборонительные казармы. Но уже в 1812 году Таганрогский драгунский полк, дислоцировавшийся в крепости, был отправлен в армию, сражавшуюся с Наполеоном, а деревянная полковая церковь перевезена в Георгиевск.

#### Крепость № 8 Московская
Располагалась в правобережье речки Богатой недалеко от её впадения в Ташлу. Имела в плане форму прямоугольника, несколько вытянутого по направлению с юго-запада на северо-восток. В средней части каждой стороны имелись выступы-бастионы. Размеры крепости составляли около 70 на 50 метров. Вместе с Донской крепостью были самыми северными по местоположению и самыми поздними по времени постройки крепостями Азово-Моздокской линии.

#### Крепость № 9 Донская
Располагалась в левобережье Ташлы. В плане представляла собой прямоугольник вытянутый с северо-запада на юго-восток. Длина стен составляла 222 сажени (470 метров), ширина — 170 саженей (363 м). В средней части каждой стороны крепости имелись клиновидные выступы-бастионы («батареи»). Внутри бастионов было по три площадки с эстакадами для подъёма пушек. Территория крепости была защищена стеной, валом и рвом. Донская крепость положила начало селу Донскому.

#### Крепость № 10 Константиногорская[4]
Начала строиться в 1780 году после рапорта генерала Якоби. Этот год считается официальной датой основания города Пятигорска.
Крепость была расположена у обрыва первой надпойменной террасы речки Золотушки (левый приток реки Подкумок). К осени 1783 года укрепление было готово для постоянного размещения в нём гарнизона. В плане крепость представляла собой четырёхугольник неправильной формы. Ровная площадка была окружена рвами по наружной стороне и земляными валами по внутренней. В 1793 г. крепость была переустроена под руководством генерала инженерных войск Фере. В функции крепости входил контроль за передвижением немирных горцев по долине реки Подкумок. Гарнизон Константиногорской крепости составляли солдаты 16-го егерского полка, которых кабардинцы прозвали «зелёным войском». К середине XIX века крепость утратила своё военное значение, обветшала и была разобрана.

#### Дополнительные укрепления
Промежутки между крепостями заполнялись кордоном из постов и пикетов, которые на ночь заменялись т. н. «секретами». Посты состояли из землянки, сарая, наблюдательной вышки и ограды со рвом. О прорыве неприятеля давали знать сигналами и посылаемыми на соседние посты курьерами.
Сложившуюся систему укреплений Азово-Моздокской линии в начале XIX в. решено было дополнить Кисловодской крепостью. Она была заложена 13 июня 1803 года между речками Ольховкой и Берёзовкой на расстоянии пушечного выстрела от источника нарзана. К 10 октября того же года земляные укрепления были окончены.  Общая форма крепости-штерншанца напоминала пятиконечную звезду. На трёх острых и двух полукруглых бастионах были установлены пушки. Около 1812 года Кисловодская крепость была перестроена, построены каменные дома для офицеров и знатных гостей, существенно были изменены фортификационные сооружения — возведена первая каменная стена высотой 2,5 метра и толщиной около метра с бойницами и угловыми башнями, углублён ров вокруг крепости, построен подземный ход к реке Ольховке.  В 1850—1856 годах перестройкой крепости в камне руководил архитектор Самуил Уптон.
Кисловодская крепость является одним из наиболее сохранившихся фортификационных сооружений рубежа XVIII—XIX столетий на всей линии.
Кисловодская кордонная линия, обособленная от Азово-Моздокской в 30-е годы, функционировала до 50-х годов XIX в.

## Участие в боевых действиях
Азово-Моздокская линия за время своего существования в военных действиях против враждебных государств (Османской империи и Персии) играла сравнительно малую роль. Гораздо более интенсивные действия велись против горского населения.
Уже с весны 1779 г. по всей Азово-Моздокской линии начались набеги горцев. Они были связаны с требованием кабардинцев об уничтожении построенных на их землях Павловской, Марьинской и Георгиевской крепостей, а также соседних Александровской и Андреевской. Получив отказ, они разорили угодья возникавших рядом с этими крепостями русских крестьянских селений. Летом князь Дулак Султан переправился с большим отрядом через Кубань и напал на  Александровскую крепость и Алексеевский редут. Однако взять их не смог и понёс большие потери. Его главный полуторатысячный отряд атаковал Ставропольскую крепость, но и здесь потерпел полный разгром. 9 июня 1779 г. до 15000 горцев осадили марьинскую крепость. На выручку осаждённым из Павловской крепости прибыли войска генерала И. В. Якоби. В ходе шестичасового сражения кабардинцы были разбиты. Затем кабардинцы напали на лагерь Якоби у крепости Св. Павла. 27 сентября 1779 г. у крепости Св. Георгия произошло крупное сражение, вновь завершившееся победой русских войск. В том же году Якоби разбил кабардинское ополчение у реки Малки и горцы вынуждены были отказаться от земли занятой крепостями.
Российскому начальству приходилось принимать не только военные, но и экономические меры, чтобы удерживать в повиновении горцев и степняков, для чего использовалась, в частности, соляная зависимость.
Константиногорская крепость вызывала особое раздражение у горцев, т. к. разъединила два основных очага борьбы горцев с российской колонизацией (Закубанье на западе и Кабарду на востоке).
Летом 1804 года в Кабарде вспыхнуло новое восстание. Для его усмирения генерал-лейтенант Глазенап создал в Георгиевске сильный отряд и во главе войска отправился в Кабарду. В это время кабардинцы ворвались внутрь линии. Все русские крепости от Прочного окопа до Константиногорска были окружены неприятелем, а сообщение между ними прервано.
Неспокойным был весь 1813 год и генералу С. А. Портнягину, командующему войсками Кавказской линии, пришлось выступать из Георгиевска с отрядом и в Чечню, и за Кубань.
Назначенный на Кавказ в 1816 году А. П. Ермолов убедил императора Александра I в необходимости усмирять горцев исключительно силой оружия. Поэтому одним из первых мероприятий Ермолова было укрепление Азово-Моздокской линии, а также создание дополнительной линии по реке Сунже для контроля за горной Чечнёй. С 1819 г. Ермолов постепенно приступил к осуществлению своего плана о поселении возле укреплённых линий казачьих станиц. Основные мероприятия этого плана выполнялись с 1824 по 1829 годы.
С крупными набегами враждебных отрядов линии приходилось сталкиваться и позднее. Например в июне 1828 г. двухтысячный отряд закубанцев Джембулата вместе с османским сановником проник в верховья Подкумка, обходя станицы и другие укрепления в районе Кисловодской крепости, перешёл Малку и разорил село Незлобное у Георгиевска. Но в целом, в связи с тем, что к югу и западу от крепостей Азово-Моздокской линии вскоре были созданы новые укрепления Черноморской кордонной (1792), Кубанской (1794), Сунженской (1817) линий, она постепенно становилась тыловой.